# Pangrapta suaveola
Pangrapta suaveola là một loài bướm đêm trong họ Erebidae.